# Армянка (приток Белой)
Армянка (адыг. Нэпцэ́пс) или Гузерипль (адыг. Гъузэрыплъэ) — горная река в России, протекает по территории Майкопского района Адыгеи. Устье реки находится на 215 км по левому берегу реки Белой. Длина реки — 12,5 км, площадь водосборного бассейна — свыше 37,8 км².
Основной приток — река Мутный Тепляк — впадает в Армянку слева, в 1,5 км от устья.
Адыгейское название реки происходит от адыг. Напцэ — «бровь» и адыг. псы — «река».

## Данные водного реестра
По данным государственного водного реестра России относится к Кубанскому бассейновому округу, водохозяйственный участок реки — Белая. Речной бассейн реки — Кубань.
Код объекта в государственном водном реестре — 06020001112108100004397.